# Вільна Поляна
Вільна Поля́на — село в Україні, у Привільненській сільській громаді Баштанського району Миколаївської області. Населення становить 44 особи.

## Населення
Згідно з переписом УРСР 1989 року чисельність наявного населення села становила 43 особи, з яких 19 чоловіків та 24 жінки.
За переписом населення України 2001 року в селі мешкали 44 особи.

### Мова
Розподіл населення за рідною мовою за даними перепису 2001 року:
| Мова       | Відсоток |
| ---------- | -------- |
| українська | 97,73 %  |
| російська  | 2,27 %   |